# Лилберн, Джон
Джон Ли́лберн (англ. John Lilburne; 1614 — 29 августа 1657) — активный участник Английской революции, лидер левеллеров, воевал в первой гражданской войне в чине подполковника на стороне парламента, в 1645 году при формировании О. Кромвелем и парламентом армии нового образца ушёл с военной службы (несмотря на то, что ему предлагали высокий командный пост) по политическим и идеологическим соображениям (нежелание присягать Ковенанту), первоначально поддерживал партию индепендентов, позже один из идеологов радикально настроенной партии левеллеров (уравнителей).

## Биография
Выходец из джентри. Принадлежал к нетитулованному дворянству, воспитывался в пуританской семье. Будучи подростком, был отдан в ученики торговцу сукном. Постепенно Лилберн проникся идеями пуританизма. В 1630-х годах Лилберн активно выступал против епископальной церкви. За распространение пуританского учения ещё до революции его судили, бичевали плетьми, держали в тюрьмах. В последние годы своего ученичества он совершал поездки в Голландию для переправки в Англию печатавшейся за границей пуританской литературы. В 1637 году Лилберн был арестован по обвинению в распространении пуританской литературы и присуждён к крупному штрафу, публичному бичеванию, выставлению к позорному столбу и заключению в тюрьму, и лишь в 13 ноября 1640 года был освобожден Долгим парламентом по протекции Кромвеля.
С началом гражданской войны стал капитаном  круглоголовых, которыми командовал граф Эссекс. Принимал участие в ряде крупных боёв, в том числе в знаменитых сражениях при Эджхилле и Марстон-Муре. В ходе войны он сумел отличиться: получил чин подполковика и возглавил драгунский полк. Однако в 1645 году Лилберн, будучи индепендентом, вышел в отставку, отказавшись подписать Ковенант, устанавливающий в качестве обязательной религии в армии пресвитерианство, что было одним из условий создания армии «нового образца».
В 1646 году за свои решительные выступления Лилберн был приговорен палатой лордов к тюремному заключению и огромному штрафу. Выпущен был лишь в 1648 году. Составленное в 1647 году им и его соратниками «Народное соглашение» явилось программным документом партии левеллеров. В 1649 году подверг критике индепендентов и осудил казнь короля. Неоднократно заключался в тюрьму. В 1654 году примкнул к квакерам.

## Убеждения
Лилберн был защитником «древних прав и свобод Англии» и борцом против «последствий нормандского завоевания», то есть выступал за создание республики и предоставление населению широких демократических прав и свобод.